# Teodor Nencev
Teodor Nencev (în bulgară Теодор Ненчев; n. 3/16 septembrie 1913, județul Ismail, Basarabia, Imperiul Rus – d. 3 noiembrie 1944, Lituania) a fost un poet și redactor basarabean de origine bulgară.

## Biografie
S-a născut în satul Văleni din ținutul Ismail, gubernia Basarabia (Imperiul Rus), în familia bulgar. În 1918 familia s-a mutat la Bolgrad, unde Nencev a studiat la liceul de băieți între anii 1924-1931.
A început să publice în 1935, în revista Familia noastră. În 1935, împreună cu poeții Iacov Slavov, Igor Ivanov și Vladimir Cavarnali, a fondat la Bolgrad, revista culturală și literară Bugeacul, a cărei redactor a fost până în iunie 1936. În 1936 a participat la cenaclul literar Sburătorul.
A colaborat cu ziare și reviste, inclusiv: Generația nouă și Moldova din Bolgrad; Viața literară și Universul literar din București; Viața Basarabiei, Pagini basarabene și Octombrie din Chișinău; Jurnal literar din Iași.
În 1937 a publicat o colecție de poezii la Bolgrad, care a fost însă confiscată de poliție, din cauza caracterului revoluționar și pro-sovietic, precum și o colecție de poezii, publicată la Chișinău în 1940. Opera lui Nencev a fost influențată de poezia poetului rus Serghei Esenin.
A participat la luptele celui de-Al Doilea Război Mondial în Armata Roșie, unde a murit în 1944, pe teritoriul Lituaniei de azi.
Două dintre cărțile sale au fost publicate postum: Poezii (1967) și Predestinare (1991), ca parte a colecțiilor: Anii luptei (1969), N-am dovedit să scriu (1985), Scriitorii din Viața Basarabiei (1990), etc. 
O stradă din Cahul îi poartă numele.